# Enicospilus sausi
Enicospilus sausi là một loài tò vò trong họ Ichneumonidae.

## Hình ảnh

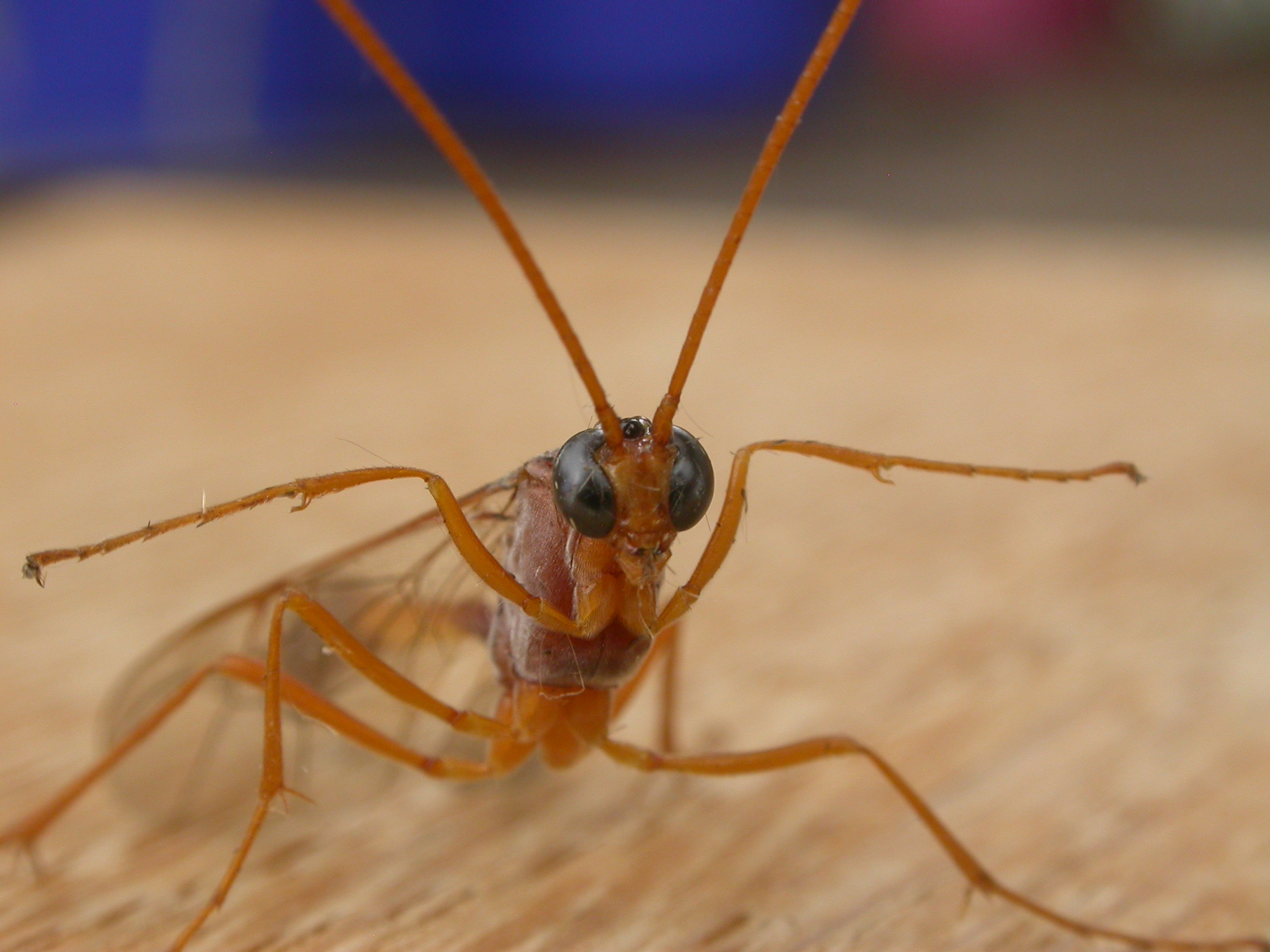
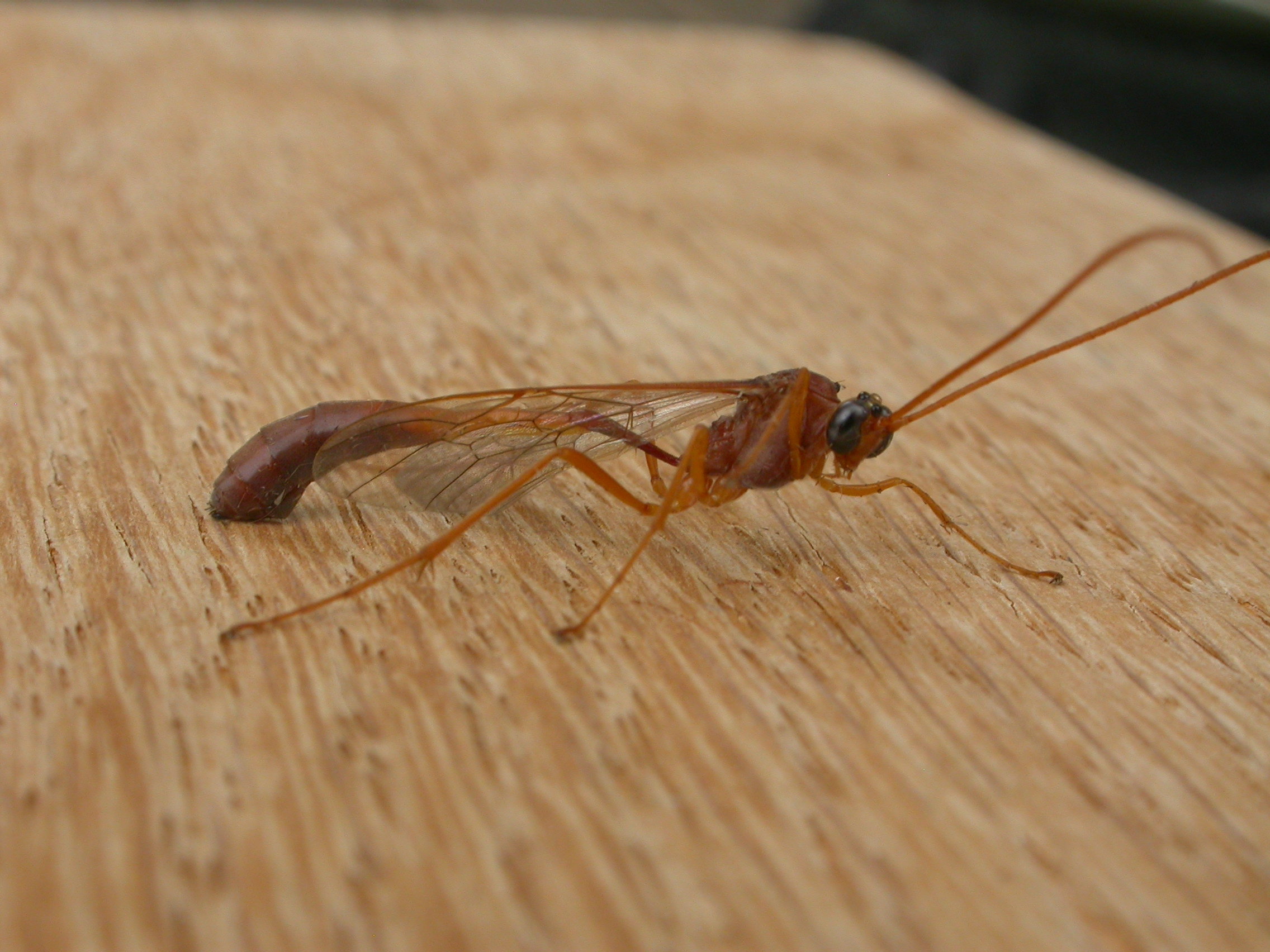
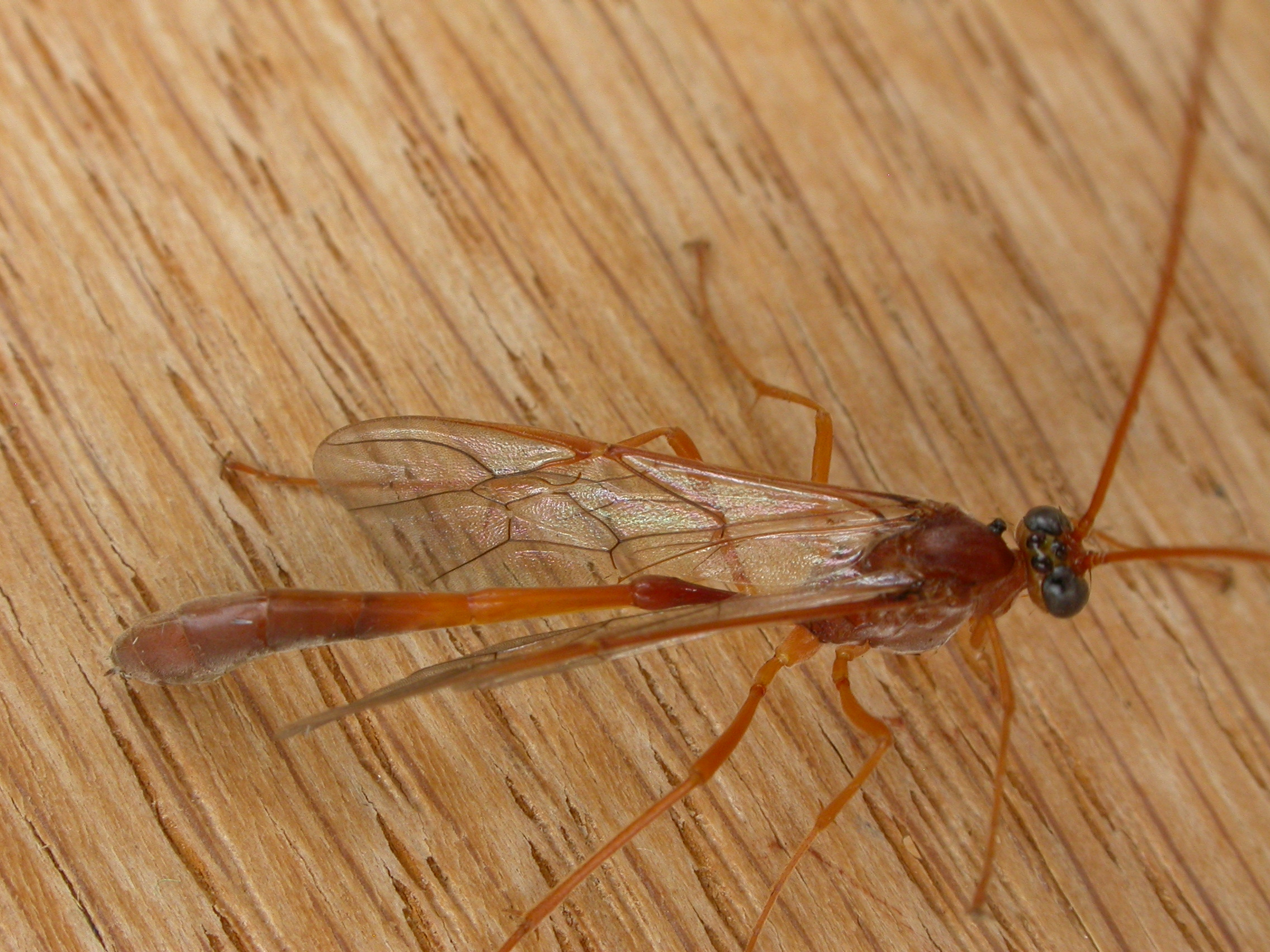
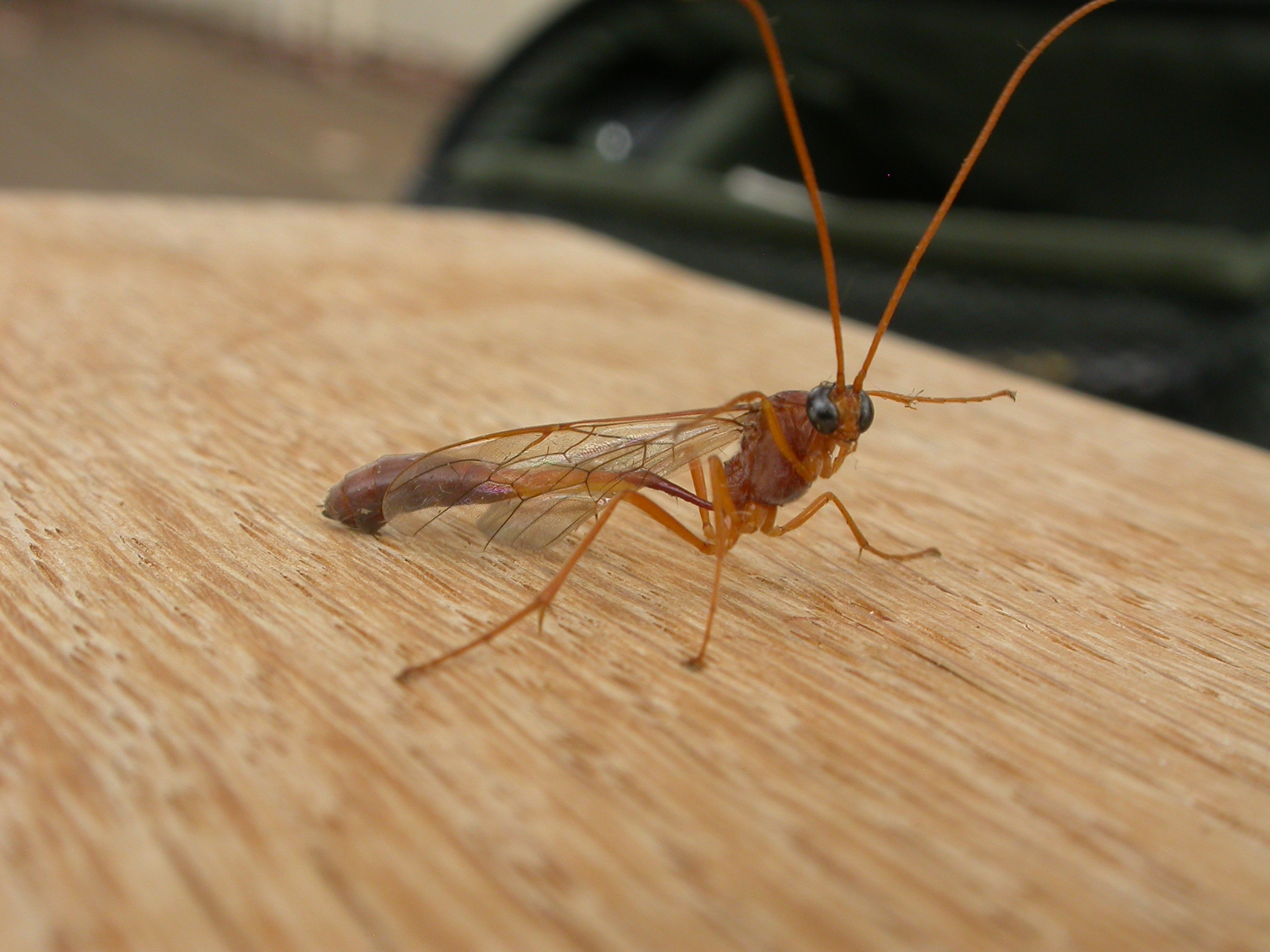